# Le Livre de la jungle (Koechlin)
Pour les articles homonymes, voir Le Livre de la jungle (homonymie).
Le Livre de la jungle est une œuvre de Charles Koechlin rassemblant quatre poèmes symphoniques (op. 95, 159, 175 et 176) et un cycle de trois mélodies avec orchestre (op. 18), composés sur une période de quarante ans, de 1899 à 1940. La première audition publique de l'ensemble a lieu le 19 décembre 1946 à Bruxelles, sous la direction de Franz André. Une seconde exécution, à Paris, a lieu au théâtre des Champs-Élysées en 1948 sous la direction de Roger Désormière.
Par son ampleur — plus d'1 h 30 de musique pour grand orchestre symphonique — son originalité musicale et la qualité de son message, Le Livre de la jungle est considéré comme le chef-d'œuvre de Charles Koechlin.

## Composition
Découvrant la traduction française du Livre de la jungle par Robert d'Humières et Louis Fabulet, en 1899, Charles Koechlin s'enthousiasme pour l'œuvre de Kipling, qui « présente d'intimes correspondances avec sa propre philosophie ». Il obtient l'autorisation d'utiliser cette traduction, et entreprend de composer les Trois poèmes de la jungle, op. 18, la Berceuse phoque, la Chanson de nuit dans la jungle et le Chant de Kala Nag.
La composition des poèmes symphoniques associés à ce cycle de mélodies avec orchestre s'étend sur des décennies : La Course de printemps, op. 95 est achevé en 1927, La Méditation de Purun-Baghat, op. 159 en 1936,, La Loi de la jungle op. 175 et Les Bandar-log op. 176 en 1940,.

## Création
Les Trois poèmes de la jungle op. 18 et La Course de printemps op. 95 sont présentés en première audition publique lors d'un « Festival Charles Koechlin », le 29 novembre 1932, sous la direction de Roger Désormière. Le public et la critique « sont unanimes à louer la beauté des Trois poèmes et le bonheur orchestral de La Course de printemps ». Albert Roussel, Darius Milhaud et Paul Collaer expriment leur admiration pour ces deux œuvres.
La première audition publique de l'ensemble a lieu le 19 décembre 1946 à Bruxelles, par l'orchestre de l'INR, sous la direction de Franz André. Une seconde exécution, à Paris, a lieu au théâtre des Champs-Élysées le 15 avril 1948 sous la direction de Roger Désormière : « les auditeurs, fascinés, découvrent alors l'œuvre dans toute sa splendeur ».

## Présentation
Le Livre de la jungle de Charles Koechlin est composé de cinq œuvres, « délaissant la chronologie de la composition pour la répartition des épisodes chez Kipling » et « afin de rehausser davantage le lien intrinsèque qui unit le cycle et l'oeuvre de Kipling » :
1. La Loi de la jungle, op. 175 (enchaîné)
2. Les Bandar-log, op. 176 ;
3. Trois poèmes de la jungle, op. 18 ;
4. La Méditation de Purun-Baghat, op. 159 ;
5. La Course de printemps, op. 95.

La durée d'exécution pour l'ensemble du cycle est d'environ 1 h 45.

## Analyse
Charles Koechlin s'est exprimé sur l'œuvre dans son ensemble : 

« Il y a là un sentiment de la nature, une jeunesse, une santé, une force de vie étonnante dont le rayonnement se fait sentir jusqu'à l'âme de celui qui lit (et comprend) ce livre. Mais il faut aimer les bêtes, les arbres, la nature enfin, et la forêt vierge, et c'est pourquoi, sans doute, beaucoup de citadins n'ont pas aimé ce livre admirable. Inutile de dire que ma musique ne s'adresse qu'aux admirateurs du livre. »

Le Livre de la jungle, « fresque impressionniste aux vastes dimensions », est considéré comme « la partition la plus caractéristique du style de son auteur » : selon Paul Pittion en 1960, « l'imagination du compositeur, son beau talent dominé par la recherche de l'expression vraie, son langage neuf et souple détaché de tout système, qui utilise la tonalité la plus affirmée aussi bien que la polytonalité la plus mouvante, tout concourt à en faire un des chefs d'œuvre de notre époque ».

## Discographie
- Charles Koechlin, Le Livre de la jungle (intégrale) — interprété par Iris Vermillion (mezzo-soprano), Jacque Trussel (ténor), Vincent Le Texier (baryton), Orchestre philharmonique de Montpellier sous la direction de Steuart Bedford (live, 22 juillet 1998, Opéra Berlioz-Le Corum, Montpellier, Actes Sud AD 124 / AT 34101, 1999) (OCLC 658995208)
- Charles Koechlin, La Course de printemps op. 95 et Le Buisson ardent, op. 203 et 171 — interprétés par l'Orchestre symphonique de la radio de Stuttgart sous la direction de Heinz Holliger (Hänssler Classic 93.045, 2002) (OCLC 673128035)
- Charles Koechlin, Les Bandar-log op. 176 et L'Offrande musicale sur le nom de Bach op. 187 — interprétés par l'Orchestre symphonique de la radio de Stuttgart sous la direction de Heinz Holliger (Hänssler 93.221, 2007) (OCLC 767880836)

### Ouvrages généraux
- Paul Pittion, La musique et son histoire : de Beethoven à nos jours, t. II, Paris, Éditions Ouvrières, 1960, 574 p. (BNF 33137562).

### Monographies
- Aude Caillet, Charles Koechlin : L'Art de la liberté, Anglet, Séguier, coll. « Carré Musique » (no 10), 2001, 214 p. (ISBN 2-84049-255-5).